# 三河中島藩

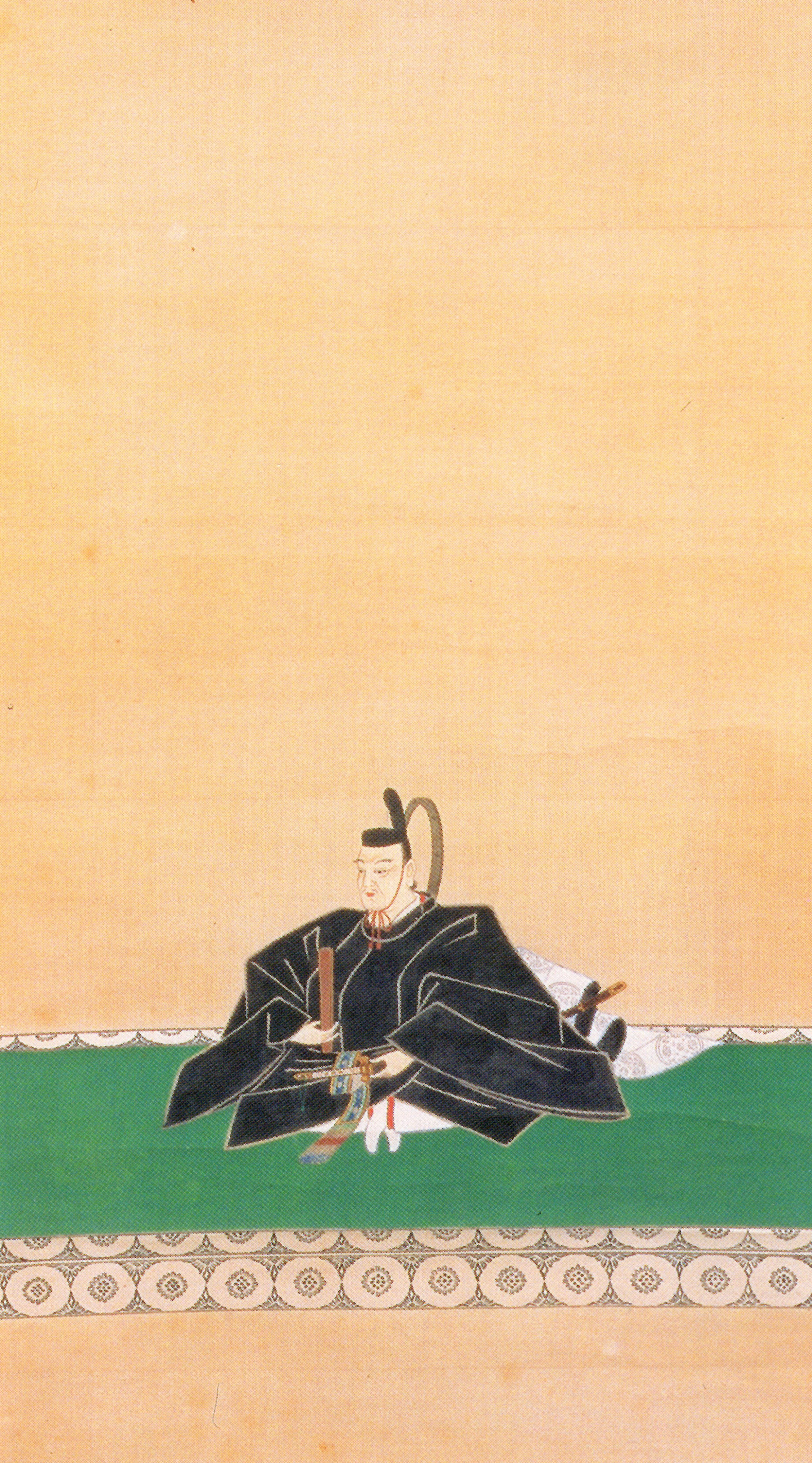
板倉重矩

三河中島藩（みかわなかじまはん）は、三河国碧海郡中島（現在の愛知県岡崎市中島町）を居所として、江戸時代前期に存在した藩。1639年、板倉重矩が1万石を相続して立藩。重矩は大坂定番・老中・京都所司代の要職を歴任してたびたび加増を受け、石高は最終的に5万石となった。1672年、下野烏山藩に転出した。

## 歴史

### 前史
板倉重矩の父・板倉重昌（三河深溝藩主・1万5000石）は、幕初に京都所司代を務めた板倉勝重の次男である。島原の乱が発生すると、重昌は幕府軍総大将に任じられ、寛永15年（1638年）正月1日に戦死した。重昌の嫡男である重矩も、父とともに島原に出陣しており、原城攻撃においては「弔い合戦」として自ら槍を携えて戦い、武功を挙げた。しかし、幕府は重矩に軍令違反を問い、謹慎を命じた。このため家督相続は速やかには認められなかった。重矩の謹慎は同年12月晦日に解かれた。

### 立藩から廃藩まで
寛永16年（1639年）6月15日、重矩の家督相続が認められた。これに際し、父の遺領1万5000石のうち深溝を含む5000石を弟の板倉重直に分与し、重矩は1万石を継承して、中島に居所を移し陣屋を設けた。これにより、三河中島藩が立藩した。
万治3年（1660年）11月、重矩は大坂定番に任じられ、摂津国内で1万石を加増された。寛文5年（1665年）12月には老中に栄進し、翌寛文6年（1666年）7月には上野国や武蔵国内などにおいて2万石を加増された。寛文8年（1668年）には京都所司代に転任し、寛文10年（1670年）には老中に再任された。寛文11年（1671年）2月に三河国足助領・上総国東金領・相模国神奈川領でさらに1万石を加増され、石高は合計5万石となった。
老中の職にありながら無城（陣屋大名）であることは異例であり、将軍徳川家綱の命によって、適切な城地が空き次第移封する旨の書出が出されている。寛文12年（1672年）閏6月3日、重矩は三河中島から下野烏山藩に移され、城主大名となった。これに伴い、三河中島藩は廃藩となった。

### 後史
三河国内の所領のうち1万石余は、その後も板倉家の領地（烏山藩領）として続いた。
重矩は烏山移封の翌年、寛文13年（1673年）5月29日に没し、跡を板倉重種が継いだ。重種も老中に就任し、天和元年（1681年）に1万石加増の上で武蔵岩槻藩に移された。この際に領地の再編が行われ、三河国内の1万石余は板倉家から離れた。

## 歴代藩主
板倉家
譜代。1万石→2万石→4万石→5万石。
1. 重矩（しげのり）

## 領地

### 中島
中島の地は、戦国期より板倉家との関わりが記録される、板倉家ゆかりの土地である。
戦国期、中島郷には中島城が築かれていた。桶狭間の合戦後の永禄4年（1561年）、中島城主・板倉重定（弾正）は今川方について徳川家康と敵対し、深溝松平家の松平好景と交戦して中島を去った。ただし、この板倉重定と、子孫が近世大名となる板倉好重（後述）らとの系譜関係は不明である。以後、家康が関東に移される天正18年（1590年）まで、中島は深溝松平家領であった。
『寛政重修諸家譜』の板倉家の譜によれば、板倉家の祖先にあたる板倉頼重は、三河国額田郡小美村（現在の岡崎市小美町）に住して松平忠定（深溝松平家初代）に仕えた。板倉頼重の子が板倉好重で、好重は忠定の子・松平好景に仕えた。永禄4年（1561年）、松平好景がかねて守っていた中島城は東条城主・吉良義昭に攻められた。中島城への攻撃は退けたものの、吉良方増援との戦いにより、好景らとともに板倉好重も討死した（善明堤の戦い）。
好重は中島村の永安寺に葬られた。また、好重の次男として生まれた板倉勝重（重矩の祖父）は、幼少時に僧侶となり、のちに永安寺の住職となったが、天正9年（1581年）に家督を継いでいた弟が戦死したために還俗したという経歴を有する。
慶長6年（1601年）、板倉勝重が京都町奉行（のち京都所司代）に任じられた際、三河国内で加増され、この中には中島も含まれた。以後、中島は板倉家の領地として続いた。慶長8年（1603年）、板倉勝重は永安寺を再建して長圓寺と改称するとともに板倉家の菩提寺とした。寛永7年（1630年）、板倉重宗（勝重の嫡子。重昌の兄。重矩の伯父）は長圓寺を広田川対岸の幡豆郡貝吹村（現在の愛知県西尾市貝吹町）に移転した。

## 政治
板倉重矩は幕閣として対外に出ることが多かったことから、藩政は重臣の池田新兵衛が執行した。池田は有能かつ善良な人物で、藩政の基礎は池田によって固められたと言われている。